# Krigsbyte

Kigsbyte efter Belägringen av Mitau.

Mitra för dignitär inom den ryska ortodoxa kyrkan, krigsbyte efter slaget vid Narva.

Krigsbyte (latin: praedia bellica) är sådan egendom som under krig tags från fienden. Byte som erövras till sjöss, brukar benämnas pris. Ursprungligen betraktades både tillfångatagna krigare och det besegrade folket, samt även det erövrade landet med dess offentliga och enskilda egendom, såsom segrarens byte.

## Historik
Redan under Johan III:s tid tog Sverige krigsbyten från Ryssland, men det är först under Gustav II Adolfs tid som en praxis för krigsbyten instiftades, i och med krigsartiklar som skrevs 1621. Enligt krigets logik var militära krigsbyten självklara att ta. Sådana kunde innefatta vapen, hästar, kokvagnar och annan utrustning. För att ta religiösa föremål eller kulturföremål som böcker, behövdes fullmakter till befälhavarna. Gustav II Adolf utfärdade systematisk sådana fullmakter, och under trettioåriga kriget och under den resterande tiden av svensk stormaktstid togs stora mängder krigsbyten av de svenska arméerna. Ett av de första stora roven av böcker skedde vid intagandet av Mainz 1631. Gustav II Adolf lät sina soldater frakta bort stadens stadsbibliotek. Han lät därefter tillkalla juridisk expertis för att fastslå lagligheten i handlingen. Juristen lät bekräfta i arton teser att kungen hade rätt till böckerna. Under erövring av Livland 1621 tog svenskarna stora delar av jesuitiska klosterbibliotek, vilket var en del i en övergripande plan i att ta katolsk egendom. Böckerna lämnades till Uppsala bibliotek eller arkivet på slottet Tre kronor. 

Polska skrifter, krigsbyte nu i Skoklosters bibliotek - Skoklosters slott.

Att ta kulturföremål och böcker som krigsbyten var i längden också en metod för att höja Sveriges kulturella status. Efter rovet av böcker i Riga tömdes den livländska riddarordens arkiv i Mitau. År 1626, under fälttåget i Ostpreussen, togs böcker från Jesuitkollegiet i Braunsberg, följt av att domkapitlets bibliotek Bibliotheca Varmiensis i Frauenburg också plundrades. Slottet Marienberg utanför Würzburg plundrades 1631. Bland bytena fanns bland annat en boksamling bestående av 800 volymer, hästar, vapen och guldföremål. Ett av föremålen var en relikskål innehållande kvarlevor av helgonet Elisabet av Thüringen. År 1632 tågade svenskarna in i München, och kurfursten Maximilian fick en stor del av sin konstsamling tagen. Konstverken fördes till Sverige och kan idag ses på Nationalmuseum i Stockholm.
I slutskedet av det trettioåriga kriget intog svenska trupper Prag, och tog stora delar av den avlidne kejsaren Rudolfs skattkammare som krigsbyte. I och med att fredförhandlingarna i Westfalen har påbörjats, har trupperna bråttom med att föra bytena till Sverige, då den lagliga rättigheten att ta krigsbyten förutsätter att det är ett pågående krig. Dessutom är krigsbytet först säkrat, då den nått segrarens mark. Det sägs att Drottning Kristina i samband med intåget i Prag hade gett fältmarskalken Hans Christoph von Köningsmarck följande order:
”Glöm ej att skicka mig biblioteket och de rariteter som finns i Prag, detta är det enda som jag bryr mig riktigt om.” 
780 föremål nådde Sverige efter Pragrovet. De kanske mest berömda föremålen är Silverbibeln (Codex Argenteus) och Djävulsbibeln (Codex Gigas).
Under Gustav II Adolfs tid handlade krigsbyte i första hand om att tillgodose statens behov, medan det under Kristinas och Karl X Gustavs krig blev vanligare att befälhavarna själva skodde sig. Det sägs att fältmarskalken Carl Gustaf Wrangel, efter fredsförhandlingarna i Osnabrück 1648, förde sjuttio vagnar fullastade med byten tillbaks till Sverige.
På 1700-talet stärktes skyddet för civila och efter Napoleons nederlag 1815 tvingades Frankrike att återlämna stora delar av det byte, som hans arméer tagit. I 1907 års Haagkonvention, artikel 46, fastslås att ”historiska minnesmärken, konstverk eller vetenskapliga föremål” är skyddade från avsiktlig skadegörelse, beslagtagande eller bortföring. Denna regel förstärktes i samband med den fjärde Genèvekonventionen 1949. Sedan dess tillåts de stridande endast att beslagta materiel som är nödvändiga i krigstid, såsom mat, fordon, kommunikationsmedel, vapen och bränsle. Avsikten med beslag kan vara både att tjäna för sitt eget syfte eller för att försvåra situationen för fienden. Lagen skiljer på vad som är krigsbyte och vad som är plundring, såsom den systematiska plundringen av konst av Nazityskland under andra världskriget.

### Praxis för krigsbyten under 1600-talet
På 1600-talet skrev folkrättspionjären Hugo Grotius att besittningsrätten för ett krigsbyte övergick först efter 24 timmar och att civila inte fick drabbas för att kriget skulle vara rättfärdigt. Grotius tog i sitt verk De jure belli ac pacis upp frågan om krigsbyten med utgångspunkt i den första moseboken. Grotius påstod att den gudomliga lagen rättfärdigade krigsbyten, ifall den besegrade ej godtog erbjudande om kapitulation. I den femte mosebocken från gamla testamentet står "allt rov du får där, skall du hava som ditt byte". Detta tolkades av härförare som ett rättfärdigande för att ta krigsbyten. Det var under 1600-talet enligt folkrättslig princip lagligt att ta krigsbyten. Dock står det i Gustav II Adolfs krigsartiklar från 1621 att det inte är acceptabelt att börja plundra innan fienden var helt besegrad och kvarteren för plundring var uppdelat mellan soldaterna. Samt att så länge de inte gjorde motstånd skulle präster, gamla, kvinnor och barn skonas från våld. Om dessa regler följdes var dock svårt att kontrollera.

### Återlämning av krigsbyten
Krigsbyten återlämnas sällan, i synnerhet sådana som tagit under Stormaktstiden, då dessa skett under dåtidens folkrättsliga principer. Dock har Sverige i några få fall återlämnat krigsbyten. År 1974 återlämnades polska rullen av Olof Palme vid ett statsbesök i Polen.

## Bildgalleri

Armskena till rustning, krigsbyte från Mitau 1621 - Livrustkammaren
Ländskört till rustning, krigsbyte från Mitau 1621 - Livrustkammaren
Mekanisk arm, protes. Krigsbyte från Warszawa 1655 - Livrustkammaren
Polsk rock, krigsbyte från polen från mitten av 1600-talet - Livrustkammaren
Fyra ryska mässkåpor, krigsbyten från Slaget vid Narva
Kombinationsvapen pistolyxa, krigsbyte 1600-talets mitt - Skoklosters slott
Handdukar, ryska, tagna som krigsbyten vid Narva år 1700.
Skjorta, rysk. Krigsbyte från Narva. - Livrustkammaren
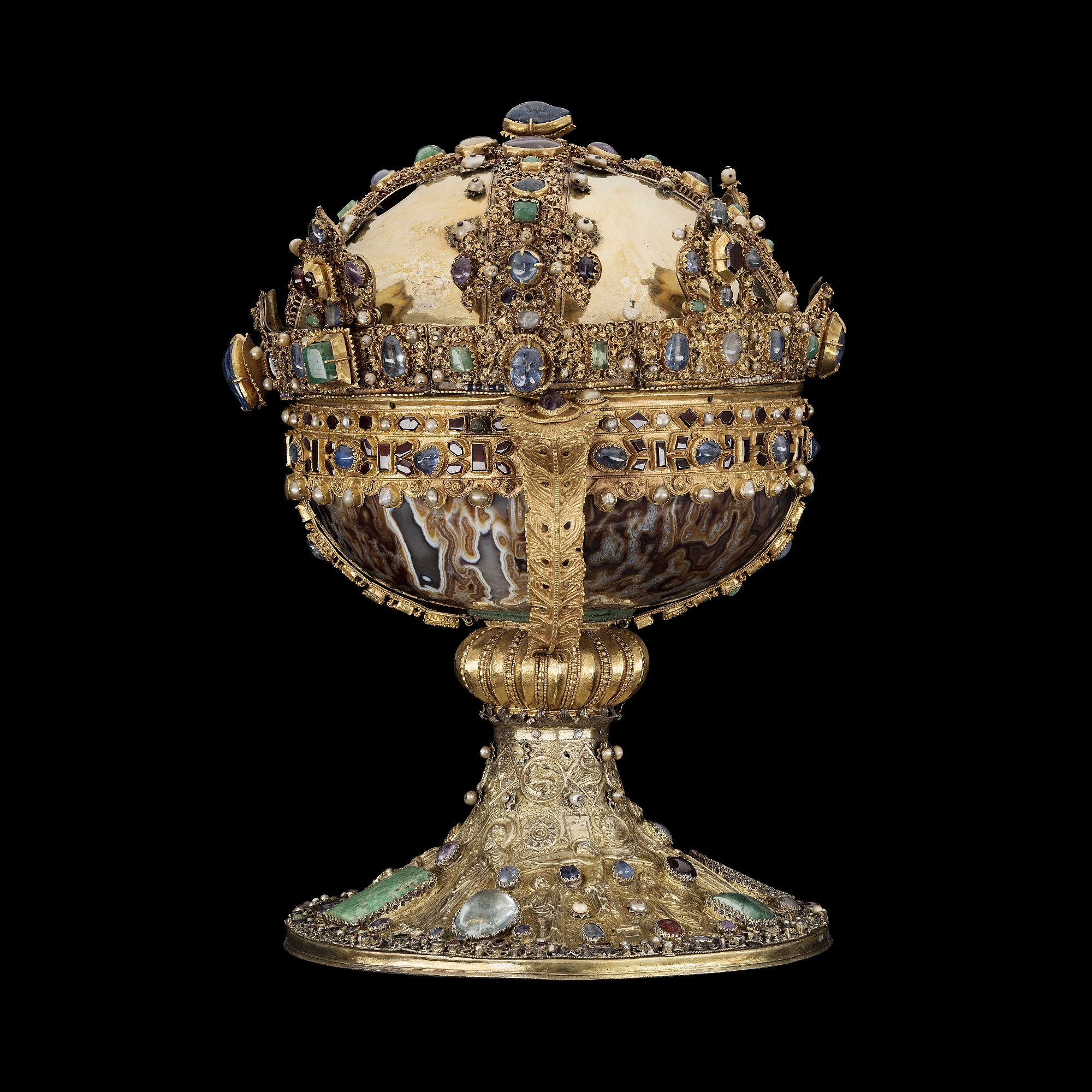
Elisabethrelikvariet, som anses ha innehållit Elisabeth av Thüringens huvud, från Marburg 1631 - Statens historiska museum